# Sikandar Ali Mandhro
Sikandar Ali Mandhro (en urdu: ڈاکٹر سکندر على مندھڑو‎; 7 de julio de 1943 - 11 de junio de 2022) fue un político pakistaní originario del Distrito de Badin, Sind, Pakistán, perteneciente a los Parlamentarios del Partido Popular de Pakistán. Fue ministro de Sanidad, Asuntos Religiosos, Zakat y Ushr, diputado y miembro de la Comisión de Finanzas en la Asamblea Provincial de Sind.

## Educación y carrera política
Nació en el Distrito de Badin. Fue un político veterano. Se licenció en Medicina y Cirugía (MBBS) y maestría en Artes (Economía) por la Universidad de Sindh y un MCPS (Medicina) por el Colegio de Médicos y Cirujanos de Pakistán.

## Carrera política 1993–2007
Perteneció a la circunscripción PS-58 (Badin-II) (antigua Badin-IV) y fur miembro de la Asamblea Provincial de Sindh en varias ocasiones, de 1993 a 1996, de 1997 a 1999 y de 2002 a 2007.

## Carrera política 2008–2013
En las elecciones de 2008 volvió a ser miembro de la Asamblea Provincial de Sindh desde 2008 hasta 2013 por la circunscripción PS-58 (Badin-II). También fue miembro de varios comités como: Comité Permanente de Finanzas y Coordinación Interprovincial, Comité Permanente de Salud, Comité Permanente de Riego y Energía, Comité Permanente de Planificación y Desarrollo (Presidente), Comité de Finanzas, Comité Especial y otros de 2008 a 2013.

## Carrera política 2013–2016
Fue ministro de Sanidad, Asuntos Religiosos, Zakat y Ushr, miembro de la asamblea y miembro del Comité de Finanzas en la Asamblea Provincial de Sind También fue ministro de Asuntos Parlamentarios y Medio Ambiente de 2013 a 2016.

## Fallecimiento
Sikandar Ali Mandhro falleció el domingo 11 de junio del 2022 en Estados Unidos, a la edad de 78 años, a causa de un cáncer renal el cual estaba siendo tratado en dicho país.